# Roland Weigel
Roland Weigel (* 13. November 1928 in Liebertwolkwitz; † 21. Oktober 1987 ebenda) war ein deutscher Fußballspieler. Er spielte in der DS-Oberliga (DDR-Oberliga), der höchsten Spielklasse im DDR-Fußball, für Vorwärts Leipzig, Vorwärts Berlin und den SC Rotation Leipzig. Mit Vorwärts Berlin wurde er 1954 DDR-Pokalsieger.

## Sportliche Laufbahn
Weigel spielte vor und nach dem Zweiten Weltkrieg in Liebertwolkwitz, damals ein südöstlicher Vorort von Leipzig. 1948 schloss er sich der SG Leipzig-Leutzsch an, die wenig später in die ZSG Industrie Leipzig umgewandelt wurde und aus der 1950 die BSG Chemie Leipzig entstand. In den ersten Jahren wurde Weigel nur in einem Freundschaftsspiel und einem Pokalspiel eingesetzt. Im Achtelfinalspiel um den sächsischen Fußballpokal ZSG Industrie – SG Bautzen West im August 1949 gehörte Weigel beim 6:2-Sieg zu den Leipziger Torschützen. Erst zur Saison 1951/52 wurde er in den Oberligakader von Chemie Leipzig aufgenommen, bestritt als Rechtsaußenstürmer bis Dezember 1951 acht Punktspiele und erzielte fünf Tore.
Im Sommer 1951 wurde die Sportvereinigung Volkspolizei Vorwärts Leipzig als künftiger Spitzenklub der Kasernierten Volkspolizei gegründet und ohne sportliche Qualifikation zur Saison 1951/52 in die DS-Oberliga eingegliedert. Nach seinem achten Oberligaspiel für Chemie Leipzig wechselte Weigel zu Vorwärts Leipzig, wo er bereits 14 Tage später sein nächstes Oberligaspiel bestritt. Bei Vorwärts bestritt er die meisten Spiele als Mittelstürmer, kam bis zum Saisonende auf 20 Punktspiele und wurde mit 14 Treffern Torschützenkönig der Mannschaft. In der folgenden Saison 1952/53 war Weigel von Beginn an Stammspieler bei Vorwärts Leipzig. Er kam bis Ende März in 22 von 23 Oberligaspielen zum Einsatz und war bis zu diesem Zeitpunkt mit neun Toren erneut bester Schütze der Leipziger. Anfang April 1953 wurde Vorwärts Leipzig nach Ost-Berlin umgesiedelt. Für Vorwärts Berlin bestritt Weigel alle restlichen sieben Punktspiele, kam aber nur noch auf zwei weitere Tore. Nach Saisonende stand die Mannschaft als Absteiger fest, erreichte aber in der DDR-Liga den sofortigen Wiederaufstieg. Weigel kam in allen 26 Punktspielen zum Einsatz und wurde mit 19 Treffern Torschützenkönig der Liga. Vorwärts Berlin schloss die Saison mit einem überraschenden 2:1-Sieg über den Oberligisten Motor Zwickau als Pokalsieger ab. Weigel war als Linksaußenstürmer eingesetzt worden.
Die Oberligasaison 1954/55 bestritt Weigel vom ersten Spieltag an erneut als Stammspieler im Angriff der Berliner. Von den 13 Punktspielen der Hinrunde absolvierte er zwölf Partien und schoss sechs Tore. Am 9. Januar 1955 stand er auch im 14. Meisterschaftsspiel in der Elf von Vorwärts Berlin und schoss sein siebtes Saisontor. Anschließend wurde er überraschend zum wiedergegründeten SC Vorwärts Leipzig delegiert. Dieser hatte nach der Winterpause den Platz in der DDR-Liga für die aufgelöste Mannschaft des SC DHfK Leipzig eingenommen. Von den noch ausstehenden 14 Punktspielen bestritt Weigel elf Begegnungen und kam zu drei Toren. Als die Leipziger nicht den Klassenerhalt geschafft hatten, wurde die Mannschaft zum wiederum neugegründeten SC Vorwärts der Luftstreitkräfte Cottbus transferiert, der in der neu eingeführten drittklassigen II. DDR-Liga antrat.
Nachdem Weigel noch die Übergangsrunde von August bis Dezember 1955 zur Angleichung der künftigen Spielzeiten auf das Kalenderjahr in Cottbus mitgemacht hatte, schloss er sich zu Beginn der Spielzeit 1956 dem Oberligisten SC Rotation Leipzig an. Dort kam er zunächst schwer in Tritt und wurde in den 26 Punktspielen nur zwölfmal eingesetzt und spielte auch nur in sieben Begegnungen von Beginn an. Erst 1957 konnte er sich mit 25 Meisterschaftsspielen wieder einen Stammplatz erkämpfen. Diesen Status konnte er bis 1962 halten, wobei er in der Regel als Mittelstürmer aufgeboten wurde. Während seines siebenjährigen Engagement beim SC Rotation kam er auf 130 Oberligaspiele, in denen er 18 Tore erzielte.
Anschließend kehrte er zum Ausgangspunkt seiner Karriere nach Liebertwolkwitz zurück, wo er bei der BSG Motor in der Bezirksklasse Leipzig (5. Liga) seine Fußballlaufbahn beendete.